# Black Adam (film)
Black Adam is een Amerikaanse superheldenfilm uit 2022, geregisseerd door Jaume Collet-Serra. De film is gebaseerd op het gelijknamige personage uit DC Comics, een spin-off van Shazam! uit 2019 en de elfde film in het DC Extended Universe (DCEU).

## Verhaal
Na bijna 5.000 jaar gevangenschap wordt Black Adam, een antiheld uit de oude stad Kahndaq, losgelaten op de moderne tijd. Zijn meedogenloze tactieken en manieren om anderen te berechten trekken de aandacht van de Justice Society of America (JSA). Deze organisatie probeert de razernij van Black Adam te temperen en hem te leren een held te zijn in plaats van een schurk. Hij zal moeten samenwerken om een kracht te stoppen die sterker is dan hijzelf.

## Rolverdeling
| Acteur                           | Personage                            |
| -------------------------------- | ------------------------------------ |
| Dwayne Johnson                   | Teth-Adam / Black Adam               |
| Aldis Hodge                      | Carter Hall / Hawkman                |
| Pierce Brosnan                   | Kent Nelson / Dr. Fate               |
| Noah Centineo                    | Albert "Al" Rothstein / Atom Smasher |
| Sarah Shahi                      | Adrianna Tomaz                       |
| Quintessa Swindell               | Maxine Hunkel / Cyclone              |
| Marwan Kenzari                   | Ishmael Gregor / Sabbac King Ahk-Ton |
| Bodhi Sabongui                   | Amon Tomaz                           |
| Mohammed Amer                    | Karim                                |
| James Cusati-Moyer               | Samir                                |
| Jalon Christian                  | Hurut                                |
| Odelya Halevi                    | Shiruta                              |
| Uli Latukefu                     | The Champion                         |
| Jennifer Holland                 | Emilia Harcourt                      |
| Henry Winkler                    | Uncle Al Pratt                       |
| Chaim Jeraffi                    | Djau                                 |
| Djimon Hounsou                   | The Wizard                           |
| Joseph Gatt                      | Squad Leider                         |
| Viola Davis                      | Amanda Waller                        |
| Henry Cavill (mid-credits scène) | Superman                             |

## Productie
In 2014 werd Dwayne Johnson gecast voor een personage in de film Shazam!. Hij verscheen echter niet in de film, die in 2019 werd uitgebracht.
In 2017 bevestigde Warner Bros. dat Dwayne Johnson een zelfstandige verfilming zou krijgen in zijn rol als Black Adam. Op 14 november 2019 maakte Johnson op Instagram de releasedatum voor 22 december 2021 bekend. De film moet het verhaal vertellen van hoe Black Adam tot stand kwam. Johnson bevestigde ook dat de Justice Society of America, waaronder Hawkman, Dr. Fate en Cyclone zal in de verfilming verschijnen. Noah Centineo werd gecast in juli 2020, Aldis Hodge in september, Sarah Shahi in oktober en Quintessa Swindell in december van hetzelfde jaar. Marwan Kenzari werd toegevoegd aan de cast in februari 2021 en Pierce Brosnan een maand later.
De opnames begonnen in april 2021 in Atlanta.
Een eerste trailer werd gepresenteerd op CinemaCon in april 2022. Nadat de releasedatum van 2021 niet kon worden aangehouden vanwege de COVID-19-pandemie, werd de film aanvankelijk voor onbepaalde tijd uitgesteld. De nieuwe lanceringsdatum in de Verenigde Staten was aanvankelijk 29 juli 2022 en later 21 oktober 2022.

## Release
De film ging in première op 3 oktober 2022 in Mexico-Stad en zal naar verwachting op 21 oktober 2022 in de Verenigde Staten worden uitgebracht door Warner Bros. Pictures.

## Soundtrack
In juli 2022 werd aangekondigd dat Lorne Balfe de muziek voor de film zou componeren. De officiële soundtrack werd uitgebracht op 14 november 2022 door WaterTower Music.